# Морган, Стэфани
Стефани Морган (англ. Stefani Morgan, род. 31 октября 1985, Риверсайд, Калифорния) — американская порноактриса.

## Биография
После окончания школы в 16 лет она пошла в модельный бизнес. Однажды она встретила в ночном клубе Джо Фрэнсиса, и он предложил познакомить её с главой Vivid Entertainment Стивеном Хиршем. Хирш подписал с ней контракт и Морган вначале работала как модель на приёмах. Морган также посещала университет, но бросила его.
В 2005 году она впервые снялась в порнофильме, где кроме неё также снимались такие известные актёры, как Санни Леоне и Мануэль Феррара. К маю 2006 года она снялась в 6 фильмах. Позже Морган ушла из порноиндустрии, заявив в интервью Hustler, что как модель она зарабатывает больше. В 2007 году она была номинирована на AVN в категории лучшая новая старлетка.
В ноябре 2009 году Морган начала вести колонку для веб-сайта InsideSTL.com, заменив Кайден Кросс.

## Премии и номинации
| Год  | Премия    | Результат | Категория | Фильм                      |
| ---- | --------- | --------- | --- | -------------------------- |
| 2007 | AVN Award | Номинация | Лучшая новая старлетка | н/д                        |
| 2007 | AVN Award | Номинация | Лучшая актриса второго плана — видео | Illicit                    |
| 2008 | AVN Award | Номинация | Лучшая актриса — фильм | Debbie Does Dallas … Again |
| 2008 | AVN Award | Номинация | Лучшая парная сцена секса — фильм (с Дерриком Пирсом) | Debbie Does Dallas … Again |
| 2008 | AVN Award | Победа    | Лучшая сцена группового секса — фильм (с Саванной Сэмсон, Моник Александер, Эваном Стоуном, Кристианом и Джеем Хантингтоном)                                                                | Debbie Does Dallas … Again |
| 2008 | AVN Award | Номинация | Лучшая сцена группового секса — фильм (с Сандрой Ромейн, Рокси Раш и Джерри) | Sex & Violins              |
| 2008 | AVN Award | Победа    | Лучшая сцена группового лесбийского секса — фильм (с Фейт Леон и Моник Александер) | Sex & Violins              |
| 2009 | AVN Award | Номинация | Лучшая сцена триолизма только девушки (с Терой Патрик и Келли Мари) | Tera Goes Gonzo            |
| 2009 | AVN Award | Номинация | Лучшая сцена группового лесбийского секса (вместе с Моник Александер, Лэнни Барби, Лэйси Лав, Линдси Лав, Лекси Мари, Мэрседез, Бриана Бэнкс, Терой Патрик, Тони Робертс и Саванной Сэмсон) | Where the Boys Aren’t 19   |